# Lorentz Jørgensen
Lorentz Jørgensen (født før 1644 – død før 1681) var en dansk snedker og billedskærer.
Han var muligvis uddannet hos Hans Gudewerdt den yngre i Egernførde. Fra midten af 1640'erne stod han sin mæcen, lensmand Christoffer Knudsen Urne, nær. I 1642 blev Urne udnævnt til lensmand på Tranekær, og kort efter leverede Jørgensen sit første dokumenterede arbejde til Tranekær Kirke.
Senere fulgte han Urne til Sjælland og leverede arbejder til flere kirker.

## Værker

### Kronologisk oversigt
| - Kapelgitter i Halsted Klosterkirke (1643, tilskrevet) - Prædikestol i Fuglsbølle Kirke (1644, tilskrevet) - Døbefont til Tranekær Kirke (1644) - Altertavle i Stoens Kirke, Langeland (1644, oprindeligt i Tranekær Kirke) - Prædikestol i Holmstrup Kirke (1647) - Altertavle og prædikestol i Egebjerg Kirke (1648, tilskrevet) - Altertavle i Vor Frue Kirke, Kalundborg (1650, tilskrevet) - Altertavle i Farstrup Kirke (1650) - Altertavle i Vig Kirke (1650, tilskrevet) - Prædikestol i Hjembæk Kirke (1651, tilskrevet) - Altertavle i Sankt Nicolai Kirke, Køge (1652) - Altertavle i Bregninge Kirke (1654, tilskrevet, oprindeligt på Dragsholm) | - Altertavle i Hjembæk Kirke (1655, tilskrevet) - Figurer til altertavle i Sorø Klosterkirke (1656) - Prædikestol i Højby Kirke (1656, tilskrevet) - Prædikestol i Store Tåstrup Kirke (1657, tilskrevet) - Altertavle i Asminderød Kirke (1658, brændt 1942) - Prædikestol i Butterup Kirke (1660, tilskrevet) - Altertavle i Skt. Olai Kirke, Helsingør (1662) - Altertavle i Gerlev Kirke (1667) - Altertavle i Raklev Kirke (1668, tilskrevet) - Altertavle i Skibinge Kirke (1669, tilskrevet) - Krucifiks i Butterup Kirke (1670) - Altertavle i Tveje Merløse Kirke (ca. 1670, tilskrevet) - Prædikestol i Sankt Peders Kirke, Næstved (1671, tilskrevet) - Prædikestol i Sønder Jernløse Kirke (1676) - Altertavle i Ubby Kirke (1677, tilskrevet) - Prædikestol i Brønshøj Kirke (1678, tilskrevet) - Prædikestol i Nørre Jernløse Kirke (1679) Epitafierammer i Holbæk Kirke, Sankt Nicolai Kirke, Køge og Holmens Kirke og krucifiks i Hjembæk Kirke er også tilskrevet Jørgensen. |

### Stilistisk sammenfaldende værker
- Altertavle i Stoense Kirke, Langeland i Fyns Stift (1644) oprindelig lavet til Tranekær kirke
- Altertavle i Vor Frue Kirke, Kalundborg i Roskilde Stift (1650)
- Altertavle i Farstrup Kirke, i Ålborg stift (1650)
- Altertavle i Sankt Nicolai Kirke, Køge i Roskilde stift (1652)
- Altertavle i Bregninge Kirkeden mellem Holbæk og Kalundborg i Roskilde stift (1654)oprindelig til Dragsholm slotskapel men erhvervet af Bregninge Kirke i 1668
- Altertavle i Skt. Olai Kirke, Helsingør i Helsingør stift(1662)
- Altertavle i Skibinge Kirke i roskilde stift (1669) denne var oprindelig lavet til vor Frue Kirke i Odense hvor den blev taget ned i 1806 og I 1812 købte af baron Stampe fra Nysø i 1814 noteres ved et syn i Skibinge Kirke at tavlen er sat op og skal opmales

Disse syv ovennævnte altertavler (Stoense kirke Langeland 1644,vor frue Kalundborg 1650, Fastrup kirke 1650,Sankt Nicolai Kirke Køge 1652, Bregninge 1654 Sankt Olai Kirke Helsingør domkirke 1662 og Skibinge Kirke) er meget ens i deres motiver kun størrelsesforehold og farvelægningen er anderledes, hvad en sammenligning af billederne i galleriet viser

## Galleri
- Altertavlen i Stoense Kirke
- Altertavlen i Vor Frue Kirke, Kalundborg
- Altertavlen i Farstrup Kirke
- Altertavlen i Bregninge Kirke
- Altertavlen i Skt. Olai Kirke, Helsingør
- Altertavlen i Skibinge Kirke
- Altertavlen i Skt. Nikolai Kirke, Køge Kirke. Lorentz Jørgensen 1652